# Jeff Fleming
Jeffrey „Jeff“ Fleming (* 8. September 1979) ist ein ehemaliger neuseeländischer Fußballspieler.

## Karriere

### Klub
Fleming spielte zunächst in Australien bei Green Gully in der Victorian Premier League, ehe er 2004 nach Neuseeland in die New Zealand Football Championship zu Canterbury United wechselte. Nach nur einer Spielzeit kehrte er 2005 wieder zu Green Gully zurück und gewann in dieser Spielzeit die Staatsmeisterschaft von Victoria. In der Saison 2006/07 wurde der Mittelfeldspieler kurzzeitig an den neuseeländischen A-League-Verein New Zealand Knights verliehen, für den er zu einem Einsatz kam. Nach seiner Rückkehr zu Green Gully, spielte er hier noch bis zum Sommer 2015. Danach schloss er sich schließlich zurück in Neuseeland nochmal bis Ende 2017 dem Avondale FC an und beendete danach seine Karriere.

### Nationalmannschaft
In der neuseeländischen Nationalmannschaft gab Fleming am 19. Februar 2006 sein Debüt in einem Freundschaftsspiel gegen Malaysia. Insgesamt absolvierte er drei Länderspiele und zwei Testspiele gegen Vereinsmannschaften für die All Whites, alle im Jahre 2006.